# DNA Tour (gira de Wanessa)
DNA Tour fue la séptima gira de la cantante pop Wanessa Camargo, que comenzó el 18 de agosto de 2012 en São José do Rio Preto. En un principio, la gira se inició en agosto de 2011, pero Wanessa anunció su embarazo en la misma época, teniendo su hijo nacido el 5 de enero de 2012 y, hasta junio, estuvo en licencia de maternidad, postergando los planes en un año.
El 13 de octubre de 2014 la cantante estrenó la segunda parte de la gira, titulada DNA Tour Reloaded, que presentaba la misma estructura y repertorio, con adición de nuevos covers.

## Lista de canciones

### Acto 1
Sombras, tinieblas: El comienzo
- 01. "DNA"
- 02. "Stuck on Repeat"
- 03. "Get Loud!"
- 04. "Murder"
- 05. "Messiah"

### Acto 2
Deseos, pecados: las tentaciones
- 06. "Fly"
- 07. "Deixa Rolar"
- 08. "Não Me Leve a Mal"
- 09. "Sem Querer"
- 10. "Não Resisto a Nós Dois"
- 11. "You Can’t Break A Broken Heart"
- 12. "Amor, Amor"
- 13. "Blow Me Away"
- 14. "Shine It On"

### Acto 3
Luz, vida: El encuentro con el bien
- 15. "Atmosphere"
- 16. "Hair & Soul"
- 17. "Worth It" (Mister Jam Remix)
- 18. "Sticky Dougth"
- 19. "Falling for U"

## Fechas de la gira
| América del Sul         |                       |        |                              |
| 12 de agosto de 2012    | São José do Rio Preto | Brasil | Mixed Club                   |
| 25 de agosto de 2012    | Piracicaba            | Brasil | E-Dub                        |
| 26 de agosto de 2012    | João Pessoa           | Brasil | Praia do Cabo Branco         |
| 30 de agosto de 2012    | São Paulo             | Brasil | World Trade Center São Paulo |
| 6 de septiembre de 2012 | Brasília              | Brasil | Victoria Haus                |
| 15 de noviembre de 2012 | São Paulo             | Brasil | HSBC Brasil                  |
| 17 de noviembre de 2012 | Salvador              | Brasil | The Hall                     |
| 23 de noviembre de 2012 | São Paulo             | Brasil | Teatro Gazeta                |
| 19 de enero de 2013     | São Sebastião         | Brasil | Show Aberto                  |
| África                  |                       |        |                              |
| 26 de enero de 2013     | Luanda                | Angola | Festival Sons do Atlântico   |
| América del Sur         |                       |        |                              |
| 3 de mayo de 2013       | Florianópolis         | Brasil | Arena Centro Sul             |
| 4 de mayo de 2013       | São Paulo             | Brasil | HSBC Brasil                  |
| 10 de mayo de 2013      | Río de Janeiro        | Brasil | Vivo Rio                     |
| 11 de mayo de 2013      | Campinas              | Brasil | Lewel A                      |
| 17 de mayo de 2013      | Belo Horizonte        | Brasil | Chevrolet Hall               |
| 18 de mayo de 2013      | Belo Horizonte        | Brasil | Capital Disco                |
| 31 de mayo de 2013      | Brasília              | Brasil | Victoria Haus                |
| 6 de julio de 2013      | Fortaleza             | Brasil | Praia de Iracema             |
| 9 de agosto de 2013     | Río de Janeiro        | Brasil | Vivo Rio                     |
| 10 de agosto de 2013    | Caruaru               | Brasil | Parque de Eventos            |
| 30 de agosto de 2013    | Teresina              | Brasil | Villa Rio                    |
| 8 de septiembre de 2013 | Cabo Frío             | Brasil | Praia do Forte               |
| 9 de septiembre de 2013 | Florianópolis         | Brasil | Festa Oficial da Parada      |
| 12 de octubre de 2013   | Salvador              | Brasil | Cais Dourado                 |
| 18 de octubre de 2013   | São Paulo             | Brasil | Sheraton WTC                 |
| 27 de octubre de 2013   | Caxias do Sul         | Brasil | Praça Dante Alighieri        |
| 8 de noviembre de 2013  | São Paulo             | Brasil | Mix Brasil                   |
| 19 de noviembre de 2013 | Jundiaí               | Brasil | Espaço Mansão                |
| 24 de enero de 2014     | Ilha Comprida         | Brasil | Boqueirão Norte              |
| 5 de abril de 2014      | Salvador              | Brasil | Cais Dourado                 |
| 4 de mayo de 2014       | São Paulo             | Brasil | Praça da República           |